# Mandarina anijimana
Mandarina anijimana é uma espécie de gastrópode  da família Camaenidae.
É endémica de Japão.